# 조각보

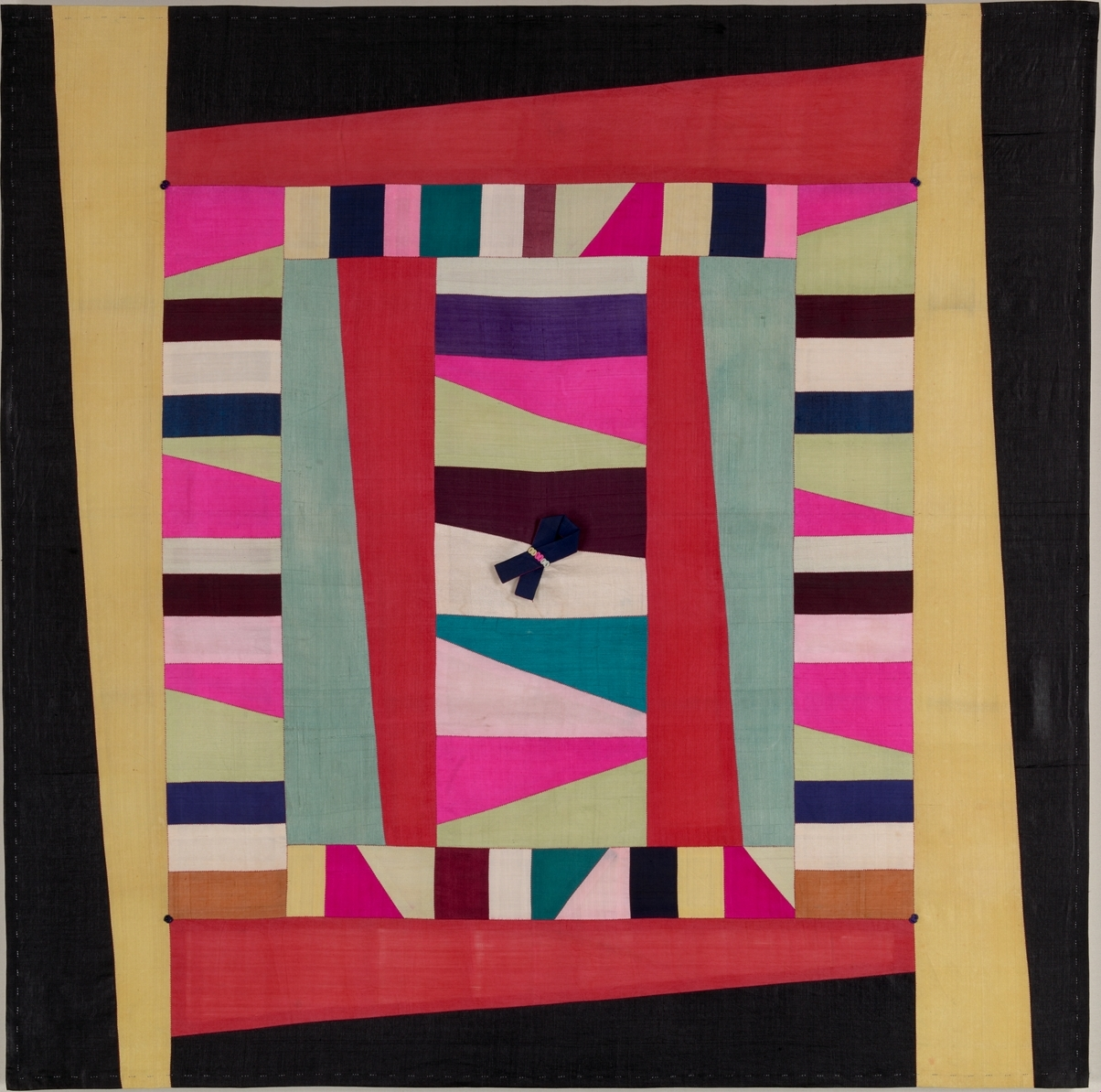
조각보

조각보는 여러 조각의 자투리 천을 모아 만든 보자기로 한국 고유의 민속문화이다. 조각보는 보자기의 기능성을 가지고 있지만 옷을 만들다가 남는 천으로 예술성을 가미한 또 하나의 작품으로 환생하는 것으로 볼 수 있다. 한국의 규방공예를 대표하는 조각보는 선과 색상 그리고 규칙과 불규칙이 어우러져서 독특한 조형미를 구성하는 한국의 대표 이미지의 상징중의 하나라고 볼 수 있다. 영문 표현으로는 Jogakbo로 할 수 있으며 설명 표현으로는 Korean traditional patchwork로 표현할 수 있다.

## 특성
궁중보다는 주로 민간에서 쓰였던 것으로,
조선시대 천이 귀하던 시절에 옷이나 이불을 만들고 남은 자투리 천을 모아 붙여 물건을 싸거나 밥상을 덮는데 쓰였다.
대부분 비단이나 모시 등 쉽게 상하는 천연소재로 만들어져, 현존하는 조각보는 주로 조선 후기에 만들어진 것들이다.

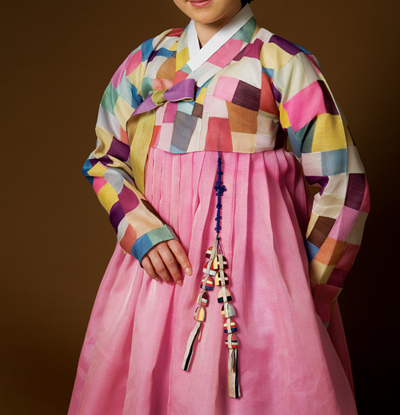
조각보 저고리와 노리개

독창적이고 고유한 한국적 디자인 소재로 평가받아, 조각보의 색상과 면구성 형태를 재가공하여 현대 복식이나 가구, 공예, 건축 등에 다양하게 응용되고 있다.
조각보에는 옛날 사람들의 생활모습과 헝겊자투리 하나도 아껴 다시 사용하였던 생활의 지혜가 담겨있다. 조각보는 크게 만들어 이불보나 문에 치는 발로 이용하였고, 멋을 내어 예단이나 혼수품을 싸는데 이용하기도 하였다. 일반사람들은 상보로 많이 썼다.
은은한 파스텔 톤과 원색계통의 다색구성과, 무채색 위주의 단색구성이 있으며, 대부분 불규칙한 구성으로 상호 복잡한 형상을 하고 있다. 한국인들의 소박한 멋과 예술성을 아울러 절약성을 볼 수 있다.

## 평가
무기교의 기교, 무계획의 계획이라고 요약할 만큼 작위적이지 않고, 민중의 알뜰한 생활과정에서 자연스럽게 생겨난 것으로, 전문적 예술작품이 아니라 생활지혜의 소산이다.